# Groot-Brittannië op de Olympische Zomerspelen 1896
Tien atleten uit het Verenigd Koninkrijk van Groot-Brittannië en Ierland namen deel in zeven sporten op de in Athene (Griekenland) gehouden Olympische Zomerspelen 1896. Ze behaalden zeven medailles middels 23 inschrijvingen in 14 onderdelen. Hiermee kwamen ze op de vijfde plaats in het medailleklassement.
Twee Britse tennissers speelden in het dubbelspel met een partner uit een ander land. De gouden en bronzen medaille die deze atleten behaalden zijn toegekend aan het gemengd team.

## Medailleoverzicht
| Sport         | Olympiër          | Discipline       | Medaille |
| ------------- | ----------------- | ---------------- | -------- |
| Gewichtheffen | Launceston Elliot | eenhandig (m)    | Goud     |
| Tennis        | John Pius Boland  | enkelspel (m)    | Goud     |
| Atletiek      | Grantley Goulding | 110m horden (m)  | Zilver   |
| Gewichtheffen | Launceston Elliot | tweehandig (m)   | Zilver   |
| Wielrennen    | Frank Keeping     | 12u (m)          | Zilver   |
| Atletiek      | Charles Gmelin    | 400m (m)         | Brons    |
| Wielrennen    | Edward Battel     | wegwedstrijd (m) | Brons    |

## Deelnemers en resultaten

### Atletiek
De Britse atleten behaalden twee medailles en een vierde plaats in de atletiek. Op de 100 en 800 meter hadden ze geen succes.
| Olympiër            | Discipline       | Resultaat | Prestatie                                      |
| ------------------- | ---------------- | --------- | ---------------------------------------------- |
| Launceston Elliot   | 100m (m)         | series    | serie 2: 3de in 12,9                           |
| Charles Gmelin      | 100m (m)         | series    | serie 1: 3de in 12,9                           |
| George Marshall     | 100m (m)         | series    | serie 2: 5de                                   |
| Charles Gmelin      | 400m (m)         | Brons     | serie 2: 2de in 1.00,5 finale: 3de in 56,7     |
| George Marshall     | 800m (m)         | series    | serie 1: 4de                                   |
| Grantley Goulding   | 110m horden (m)  | Zilver    | serie 1: 1ste in 18,4 (OR) finale: 2de in 17,6 |
| George S. Robertson | discuswerpen (m) | 4e        | 25,20 m                                        |

### Gewichtheffen
Launceston Elliot (die ook in de atletiek, en bij het turnen en worstelen deelnam) tilde hetzelfde gewicht als de Deen Viggo Jensen, maar in de ogen van de jury, de Prins George van Griekenland, dat zijn stijl minder. Hierdoor eindigde hij op de tweede plaats. In het eenhandig gewichtheffen versloeg hij met een verschil van 14 kg diezelfde Deen.
| Olympiër          | Discipline     | Resultaat | Prestatie |
| ----------------- | -------------- | --------- | --------- |
| Launceston Elliot | eenhandig (m)  | Goud      | 71,0 kg   |
| Launceston Elliot | tweehandig (m) | Zilver    | 111,5 kg  |

### Schietsport
Merlin en Machonet slaagden er niet in om een medaille bij het schieten te halen.
| Olympiër      | Discipline                           | Resultaat | Prestatie      |
| ------------- | ------------------------------------ | --------- | -------------- |
| Sidney Merlin | 200m militair geweer (m)             | 10e       | 1156 punten    |
| Machonet      | 200m militair geweer (m)             | 14-41e    |                |
| Sidney Merlin | 300 meter vrij geweer 3 posities (m) | 6-18e     |                |
| Sidney Merlin | 25 meter militair pistool (m)        | DNF       | niet gefinisht |
| Sidney Merlin | 25 meter snelvuurpistool (m)         | DNF       | niet gefinisht |

### Tennis
John Pius Boland was met afstand de beste speler van het tennistoernooi. Met zes overwinningen en geen enkele nederlaag won hij zowel goud in het enkelspel als in het dubbelspel. De medaille van het dubbelspel met de Duitser Traun wordt toegerekend aan het gemengd team. Hij versloeg overigens diezelfde Traun in de eerste ronde van het enkelspel. De tweede deelnemer, George S. Robertson, was veel minder succesvol. Hij verloor beide wedstrijden die hij speelde, maar omdat hij in de kwartfinale een bye kreeg, en dus zonder spelen in de halve finale kwam, kreeg hij toch een bronzen medaille. Zijn partner was de Australiër Teddy Flack waardoor ook deze medaille wordt toegerekend aan het gemengd team.
| Olympiër            | Discipline    | Resultaat | Prestatie |
| ------------------- | ------------- | --------- | --- |
| John Pius Boland    | enkelspel (m) | Goud      | 1ste ronde: W van GER Traun kwartfinale: W van GRE Rallis halve finale: W van GRE Paspatis finale: W van GRE Kasdaglis: 6-2, 6-2 |
| George S. Robertson | enkelspel (m) | 8e        | 1ste ronde: V GRE Paspatis |

### Turnen
Launceston Elliot (die ook in de atletiek, en bij het gewichtheffen en worstelen deelnam) eindigde als laatste bij het touwklimmen. De hoogte die hij haalde is onbekend maar was minder dan de 12,5 meter die de bronzenmedaillewinnaar haalde.
| Olympiër          | Discipline      | Resultaat | Prestatie       |
| ----------------- | --------------- | --------- | --------------- |
| Launceston Elliot | touwklimmen (m) | 5e        | hoogte onbekend |

### Wielersport
Battel en Keeping wonnen elk een medaille bij het wielrennen en behaalden verder nog een 4e en 5e plaats.
| Olympiër      | Discipline       | Resultaat | Prestatie      |
| Baan          | Baan             | Baan      | Baan           |
| ------------- | ---------------- | --------- | -------------- |
| Edward Battel | tijdrit (m)      | 4e        | 26,2           |
| Frank Keeping | tijdrit (m)      | 5e        | 27,0           |
| Edward Battel | 100km (m)        | DNF       | niet gefinisht |
| Frank Keeping | 12u (m)          | Zilver    | 314,664km      |
| Weg           |                  |           |                |
| Edward Battel | wegwedstrijd (m) | Brons     |                |

### Worstelen
Launceston Elliot (die ook in de atletiek, en bij het gewichtheffen en turnen deelnam)
verloor in de eerste ronde van de later kampioen Carl Schuhmann. Hiermee eindigde hij gedeeld vierde en laatste.
| Olympiër          | Discipline         | Resultaat | Prestatie                       |
| ----------------- | ------------------ | --------- | ------------------------------- |
| Launceston Elliot | Grieks-Romeins (m) | 4e        | 1ste ronde: V van GER Schuhmann |

Australië · Bulgarije · Chili · Denemarken · Duitsland · Frankrijk · Griekenland · Groot-Brittannië · Hongarije · Italië · Oostenrijk · Verenigde Staten · Zweden · Zwitserland · Gemengde teams